# 加藤弘造

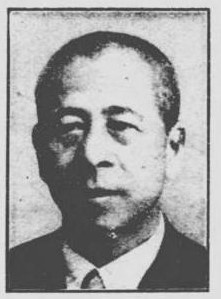
加藤弘造

加藤 弘造（かとう こうぞう、1895年（明治28年）10月7日 - 1982年（昭和57年）7月28日）は、大正から昭和期の実業家、政治家。衆議院議員、静岡県志太郡島田町長。

## 経歴
静岡県志太郡島田町本通り（現島田市）で、木材業、加藤商事会社・加藤友吉の四男として生まれる。1916年（大正5年）早稲田大学予科 を卒業した。
家業の加藤商事会社社員となる。1920年代に、廓潰運動、部落解放運動、無政府運動に係わり、静岡県水平社などに資金援助を行った。1931年（昭和6年）静岡県会議員に選出され3期在任し、参事会員も務めた。1934年（昭和9年）島田町長に就任し3期在任した。日中戦争に出征し陸軍中尉となる。
その他、志太郡青年団長、在郷軍人会静岡支部参事、大日本青年団参与、静岡県青少年団副団長、同和奉公会静岡県支部理事などを歴任。また、満蒙開拓青少年義勇軍父兄会志太郡副会長となり横井地内に日輪兵舎を建設して支援した。
1942年（昭和17年）4月、第21回衆議院議員総選挙に翼賛政治体制協議会の推薦を受け静岡県第1区から出馬して当選し、衆議院議員を1期務めた。この間、文部省委員、翼政会政調陸軍・大東亜兼務委員、大政翼賛会静岡県支部参与などを務めた。戦後、無所属倶楽部に所属し、その後、公職追放となった。
加藤商事合資会社無限責任業務執行社員となり、島田銀行副支配人を務めた。公職追放解除後、1955年（昭和30年）静岡県議会議員に選出され、自由民主党志太地区連合会最高顧問などを務めた。

## 親族
- 長男 加藤太郎（島田市長）[5]